# Musique dans l'air
Pour plus de détails, voir Fiche technique et Distribution.
Musique dans l'air (titre original : Music in the Air) est un film américain en noir et blanc réalisé par Joe May, sorti en 1934.
Cette opérette, genre populaire à l'époque, est basée sur la comédie musicale de Broadway du même nom, créée par Jerome Kern et Oscar Hammerstein II en 1932. Le film est un échec commercial à sa sortie.

## Synopsis
En Allemagne, les habitants d'une petite ville des Alpes bavaroises, offrent au compositeur Walter Lessinge un voyage à Munich pour y promouvoir sa musique. Sa fille, la naïve Sieglinde, l'accompagne. Karl Roder, l'instituteur, se joint à un groupe d'alpinistes et part en randonnée à travers les montagnes jusqu'à Munich pour s'occuper d'eux.
Pendant ce temps, dans la grande ville de Munich, la comédienne chanteuse Frieda Hotzfelt et le compositeur et comédien Bruno Mahler, se disputent constamment depuis sept ans, sans pour autant être mariés. Au plus fort d'une de leurs empoignades, arrivent Walter, sa fille et Karl. Ils sont à la recherche du vieil ami éditeur de musique de Walter. Bruno demande à Walter d'intégrer au moins une de ses chansons dans la nouvelle opérette en préparation, et pense que la gracile Sieglinde serait parfaite pour remplacer l'impétueuse Freida dans le spectacle.

## Fiche technique
- Titre original : Music in the Air
- Titre français : Musique dans l'air
- Réalisation : Joe May
- Scénario : Howard Irving Young et Billy Wilder, d'après la comédie musicale éponyme de Jerome Kern et Oscar Hammerstein II, créée à Broadway en 1932
- Musique : Jerome Kern
- Costumes : René Hubert
- Photographie : Ernest Palmer
- Son : Arthur von Kirbach
- Producteur : Erich Pommer
- Société de production : Fox Film Corporation
- Pays de production et de distribution :  États-Unis
- Langue originale : anglais américain
- Format : noir et blanc — 35 mm — 1,37:1 — son : mono (Western Electric Noiseless Recording)
- Genre : film musical, romance
- Durée : 85 minutes
- Dates de sortie :
  - États-Unis : 13 décembre 1934
  - France : 25 octobre 1935

## Distribution
- Gloria Swanson : Frieda Hotzfelt
- John Boles : Bruno Mahler
- Douglass Montgomery : Karl Roder
- June Lang : Sieglinde Lessing
- Al Shean : Dr Walter Lessing
- Reginald Owen : Ernst Weber
- Joseph Cawthorn : Hans Uppman
- Hobart Bosworth : Cornelius
- Sara Haden : Martha
- Marjorie Main : Anna
- Christian Rub : Zipfelhuber
- Fuzzy Knight : Nick
- Roger Imhof : le bourgmestre
- Jed Prouty : Kirschner

Acteurs non crédités
- Frank Austin : fermier
- Lynn Bari : danseuse de revue
- George Chandler : régisseur adjoint
- Otis Harlan : boulanger
- Grace Hayle : la femme de l'aubergiste
- Torben Meyer : pharmacien
- Dave O'Brien : Karl Roder (voix chantante)